# Willem Baron Michiels van Kessenich

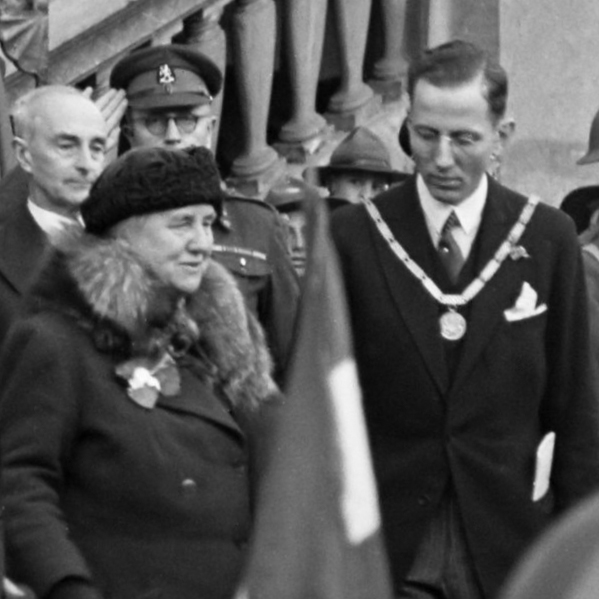
Willem Baron Michiels van Kessenich 1945 beim Besuch von Königin Wilhelmina in Maastricht

Willem Baron Michiels van Kessenich (* 16. Oktober 1902 in Langebrück; † 9. Januar 1992 in De Bilt) war ein niederländischer Politiker, langjähriger Bürgermeister von Maastricht und Ehrenbürger der Stadt Aachen.

## Leben und Wirken
Baron van Kessenich, abstammend aus einer alten flämisch-niederländischen, im 18. Jahrhundert geadelten Familie aus dem Dorf Kessenich in der Gemeinde Kinrooi/Belgien sowie Herr auf Schloss Hattem bei Roermond, war zunächst ab 1933 Bürgermeister der kleinen Gemeinde Beek, bevor er ab 1937 das Bürgermeisteramt von Maastricht antrat.
Nachdem während der Deutschen Besatzungszeit im Zweiten Weltkrieg am 29. Mai 1940 der österreichische Nationalsozialist Arthur Seyß-Inquart von Adolf Hitler zum Reichskommissar für die Niederlande bestimmt worden war, wurden die Aufgaben des Bürgermeisters Michiels van Kessenich und seiner Stadtverwaltung drastisch eingeschränkt. Wahlen durften nicht mehr abgehalten werden, und der Bürgermeister musste größtenteils die Aufgaben seiner Abgeordneten selber übernehmen. Als er schließlich dazu gezwungen werden sollte, Namen von Juden und anderen verfolgten Gruppen, die sich teilweise bereits in Geiselhaft oder in Zwangsarbeitslager der Deutschen befanden, preiszugeben, weigerte er sich jedoch, und trat am 15. Oktober 1941 von seinem Amt zurück.
Nach der Befreiung von den Deutschen durch die Alliierten übernahm Michiels van Kessenich im Jahre 1944 wieder das Amt des Bürgermeisters, obwohl er auch für die Position des Minister für auswärtige Angelegenheiten im Kabinett des Premierministers Willem Schermerhorn vorgeschlagen worden war. Über mehrere Wahlperioden hinweg behielt er dieses Amt bis 1967 und galt damit als einer der dienstältesten Bürgermeister der Niederlande.
Michiels van Kessenich war nach dem Krieg nicht nur darum bemüht, die Kriegsschäden in seiner Stadt zügig beheben zu lassen, sondern setzte sich bereits frühzeitig für eine intensive wirtschaftliche, soziale und kulturelle Zusammenarbeit mit den neuen deutschen Behörden jenseits der naheliegenden deutsch-niederländischen Grenze in Stadt und Land Aachen ein. Er legte damit die Grundlage für den späteren Städteverbund „MAHHL“, dem sich später noch die Städte Heerlen/NL sowie Hasselt und Lüttich in Belgien anschlossen.
In Maastricht selbst gingen insbesondere die Restaurierung des Carillon im Maastrichter Rathaus im Jahre 1962 sowie 1963 das Einkaufszentrum Pottenberg sowie viele weitere Stadtteilerneuerungen auf seine Bemühungen zurück, ebenso wie die Organisation und Aufstellung von „Verkehrsbrigaden“ im Jahre 1949, vergleichbar deutschen Verkehrskadetten. Michiels van Kessenich gehörte darüber hinaus mehrere Jahre dem Niederländischen Komitee der Atlantischen Union (NATO) an und war einer von 242 Mitunterzeichnern der zweiten NATO-Deklaration von 12. November 1962, die unter anderem die Neuorientierung der NATO nach dem teilweisen Ausscheiden Frankreichs regelte.

## Ehrungen
- Für seine Verdienste um die Stadtverwaltung und seine Unterstützung für den Aufbau der Kirchen und Kirchenorganisationen nach dem Krieg wurde er von Papst Paul VI. zum „Geheim Kamerheer met Kap en Degen van zijne Heiligheid“ (Geheimer Kammerherr Seiner Heiligkeit mit Kappe und Degen) ernannt, einem 1968 abgeschafften Ehrentitel für kirchlich engagierte Laien.[1]
- Für seine hohen Verdienste um eine frühzeitige Öffnung der Grenzen zwischen den Niederlanden und Deutschland nach dem Zweiten Weltkrieg wurde er am 6. Januar 1968 mit der Ehrenbürgerschaft der Stadt Aachen geehrt.
- Wegen seines ausgeprägten Sinns für Humor und karnevalistische Bräuche erhielt van Kessenich im Jahre 1956 den Orden wider den tierischen Ernst des Aachener Karnevalsvereins.
- Im Jahre 1975 wurde  ihm zu Ehren der Michiels van Kessenich-Brunnen im Maastrichter Viertel Herculeshof errichtet und eingeweiht.